# جيم كور
جيم كور (بالإنجليزية: Jim Corr)‏ هو عازف بيانو وعازف قيثارة ومغن مؤلف أيرلندي، ولد في 31 يوليو 1964 في دوندالك في جمهورية أيرلندا.

## وصلات خارجية
- الموقع الرسمي
- جيم كور على موقع IMDb (الإنجليزية)
- جيم كور على موقع ميوزك برينز (الإنجليزية)
- جيم كور على موقع أول ميوزيك (الإنجليزية)
- جيم كور على موقع ديسكوغز (الإنجليزية)
- جيم كور على موقع قاعدة بيانات الفيلم (الإنجليزية)